# 董遇
董遇（？—？），字季直，弘农郡华阴县（治今陕西省华阴县东）人，三国时曹魏学者。

## 生平
董遇性情朴实，不擅长言谈，但喜欢读书。汉献帝兴平年间，他和哥哥依附于将军段煨幕下。平日采割野生稆稻，背到市集贩卖，而身边常带着经书，抽空研读。他哥哥讥笑他，也不改变。建安初年举郡孝廉，转任黄门侍郎，曾为汉献帝侍讲。
董遇从曹操西征，经过孟津，过弘农王刘辩之墓。曹操想去谒拜，董遇上前回答：“春秋之义，国君即位未逾年而卒，未成为君。弘农王即阼既浅，又为暴臣所制，降在藩国，不应谒。”魏文帝黄初年间，出为郡守。魏明帝时入为侍中、大司农。

## 學術成就
善于研究《周易》、《老子》、《左传》。有想跟随他治学的人，董遇不肯教，而要求他先读书百遍，说如此则书中之意自然能领会。“读书百遍，而义自见。”从学者说：“没有那么多时间。”董遇说：“当以三余。”即“冬者岁之余，夜者日之余，阴雨者时之余。”董遇精通《老子》，有训注。著有《周易章句》十二卷。

## 子孫
- 董綏，官至秘書監
  - 董祚，曾任黃門郎[1]
  - 董艾字叔智，八王之亂齊王司馬冏的大臣，歷任新汲縣令、右將軍、龍驤將軍[2]